# Aeropuerto de Bydgoszcz-Ignacy Jan Paderewski
El Aeropuerto de Bydgoszcz-Ignacy Jan Paderewski (polaco: Port Lotniczy Bydgoszcz im. Ignacego Jana Paderewskiego) (IATA: BZG, OACI: EPBY) es un aeropuerto internacional que se encuentra a sólo 3,5 km (2,2 millas) en el centro de la ciudad de Bydgoszcz.

## Aerolíneas y destinos
Las siguientes aerolíneas operan vuelos regulares al Aeropuerto de Bydgoszcz Ignacy Jan Paderewski:
| Aerolíneas          | Destinos                                                                                    |
| ------------------- | ------------------------------------------------------------------------------------------- |
| Buzz                | Chárter estacional: Burgas, Rodas, Heraclión                                                |
| Enter Air           | Chárter estacional: Antalya, Burgas, Heraclión, Rodas, Zante                                |
| LOT Polish Airlines | Varsovia–Chopin Estacional: Cracovia                                                        |
| Pegasus Airlines    | Chárter estacional: Antalya                                                                 |
| Ryanair             | Birmingham, Bristol, Dublín (finaliza 28 de marzo de 2024), Londres–Luton, Londres–Stansted |
| Wizz Air            | Londres–Luton                                                                               |